# 朱纨
朱纨（1494年—1549年），字子纯，号秋崖，直隸苏州府长洲县（今江苏苏州市）人。明代政治人物。正德末進士，任景州知州。嘉靖年間官至都察院右都御史，提督浙閩海政，任內力抗倭寇及葡萄牙侵略，執法甚嚴，反遭御史攻訐，憤而自盡。

## 生平
正德十六年（1521年），朱纨登进士，工部观政，嘉靖元年（1522年）授任景州知州，次年调任开州知州。嘉靖六年（1527年），升南京刑部浙江司员外郎。嘉靖八年（1529年），升郎中，改南京兵部职方司郎中，次年改南京吏部考功司。
嘉靖十一年（1532年），朱紈陞任江西布政司右參議。十三年升遷四川按察司副使，整飭威茂兵備。嘉靖十五年（1536年），平定深溝諸賊，獲得朝廷賞賜。隨即在十六年丁酉遭遇母喪，陞貴州左參政，未就任。服阕，嘉靖二十年（1541年），補山東左參政。二十二年陞雲南按察使，二十三年升山東右布政使，二十四年升廣東左布政使，二十五年提调广东乡试。谈迁稱其：“朱纨十年中丞，田不亩辟，家徒壁立。”
嘉靖二十五年，朱纨以右副都御史巡抚南赣，二十六年七月，改任浙闽提督。因其处死海盗李光头等九十六人，朱纨在捷报中宣称道：“生擒佛郎机国王三名，一名倭王。”御史陈九德弹劾其擅杀，“举措乖方，专杀启衅”，又弹劾柯乔、卢镗“党纨擅杀，宜置于理”。周亮“请改巡抚为巡视，以杀其权。其党在朝者左右之，竟入其请。”朱纨因而被革职，朱纨一再上書自明，明世宗下令逮捕朱紈進京審訊，朱纨愤而自杀，死前说：“吾贫且病，又负气，不任对簿。纵天子不欲死我，闽、浙人必杀我。吾死，自决之，不须人也。”《明史》有傳。

## 著作
朱纨身后留有《茂边纪事》、《甓餘雜集》十二卷。

## 紀念
蘇州人為紀念朱紈，將其生前居住過的一條街巷命名為「朱進士巷」，現已不存。覺羅雅爾哈善著有《重建秋崖朱公祠堂記》。

## 家族
曾祖朱振。祖父朱泰。父朱昂，號圭庵，景宁县教谕。嫡母馬氏，生母施氏。慈侍下。兄衣、冠、綬、絡、弟紳、紱。